# Köflach
Köflach è un comune austriaco di 10 084 abitanti nel distretto di Voitsberg, in Stiria, del quale è centro maggiore; ha lo status di città (Stadt). Il 1º gennaio 2015 ha inglobato il comune soppresso di Graden.